# Albert Rose (zapaśnik)
Albert (Arthur) Edward Rose (ur. 21 marca 1881, zm. 18 kwietnia 1962) – brytyjski zapaśnik walczący w stylu klasycznym. Olimpijczyk z Londynu 1908, gdzie zajął siedemnaste miejsce w wadze lekkiej.

## Letnie Igrzyska Olimpijskie 1908
| Konkurencja            | Rundy eliminacyjne     | Klas. końcowa |
| Konkurencja            | 1/16                   | Miejsce       |
| ---------------------- | ---------------------- | ------------- |
| 66,6 kg styl klasyczny | József Maróthy (HUN) P | 17.           |